# Ancyluris eudaemon
Ancyluris eudaemon är en fjärilsart som beskrevs av Hans Ferdinand Emil Julius Stichel 1910. Ancyluris eudaemon ingår i släktet Ancyluris och familjen Riodinidae. Inga underarter finns listade i Catalogue of Life.